# أفيفا
أفيفا (بالإنجليزية: Aviva) هي شركة تأمينات بريطانية عالمية تأسست في 2000. يقع مقرها في لندن، المملكة المتحدة. لديها ما يقرب من 33 مليون زبون  في 16 دولة  وتعتبر أكبر شركة تأمينات عامة وصندوق تقاعد في المملكة المتحدة.
ركزت أفيفا على خمس أسواق في أوروبا وآسيا، كما ركزت على تقوية حصتها في الصين وجنوب شرق آسيا، كما تمثل أيضا ثاني أكبر شركة تأمينات عامة في كندا، والأولى ضمن ترتيب سوق لندن للأوراق المالية كما توجد على مؤشر فوتسي 100.

## الاسم
الشركة في بداية تأسيسها في 2000 كانت تحمل اسم CGU  قبل اندماجها مع شركة نورويتش يونيون للتأمينات، في أبريل 2002 عقد المساهمون اجتماعاً من أجل تغيير اسم الشركة إلى أفيفا المأخوذة من الكلمة اللاتينية viva ومعناها alive بالإنجليزية  ليشكل اسم الشركة عالميا.

## وصلات خارجية
- الموقع الرسمي